# Margaretha van Zweden (1934)
Margaretha Désirée Victoria, Prinses van Zweden, Mevrouw Ambler (Slot Haga, Solna, Zweden, 31 oktober 1934) is de oudste zuster van de huidige koning van Zweden, Karel XVI Gustaaf. 

## Jeugd
Prinses Margaretha werd geboren als eerste dochter van de toenmalige erfprins van Zweden, Gustaaf Adolf en zijn echtgenote Sybilla van Saksen-Coburg-Gotha.

## Huwelijk & kinderen
In 1963 leerde prinses Margaretha de Britse zakenman John Ambler (6 juni 1924 - 31 mei 2008) kennen met wie zij in het huwelijk trad in de Gärdslösa kerk op het eiland Öland op 30 juni 1964. Als gevolg van haar huwelijk met een burger, verloor prinses Margaretha het predicaat Koninklijke Hoogheid.
De heer en mevrouw Ambler hebben drie kinderen:
- Sybilla Louise Ambler (14 april 1965), gehuwd met Cornelius, baron von Dincklage
- Charles Edward Ambler (14 juli 1966), gehuwd met Helen Ross
- James Patrick Ambler (10 juni 1969), gehuwd met Ursula Mary Shipley

In 1994 ging het paar uit elkaar. John Ambler overleed op 31 mei 2008.

## Kwartierstaat (voorouders)
| Gustaaf V van Zweden (1858–1950) | Gustaaf V van Zweden (1858–1950) | Gustaaf V van Zweden (1858–1950) | Gustaaf V van Zweden (1858–1950) | Gustaaf V van Zweden (1858–1950)        | Gustaaf V van Zweden (1858–1950)        | Victoria van Baden (1862-1930)          | Victoria van Baden (1862-1930)          | Victoria van Baden (1862-1930)          | Victoria van Baden (1862-1930)          | Victoria van Baden (1862-1930)       | Victoria van Baden (1862-1930)       |                                      |                                      | Arthur van Connaught en Strathearn (1850-1942) | Arthur van Connaught en Strathearn (1850-1942) | Arthur van Connaught en Strathearn (1850-1942) | Arthur van Connaught en Strathearn (1850-1942) | Arthur van Connaught en Strathearn (1850-1942) | Arthur van Connaught en Strathearn (1850-1942) | Louise Margaretha van Pruisen (1860-1917) | Louise Margaretha van Pruisen (1860-1917) | Louise Margaretha van Pruisen (1860-1917) | Louise Margaretha van Pruisen (1860-1917) | Louise Margaretha van Pruisen (1860-1917) | Louise Margaretha van Pruisen (1860-1917) |                                 |                                 | Leopold van Albany (1853-1884)  | Leopold van Albany (1853-1884)  | Leopold van Albany (1853-1884) | Leopold van Albany (1853-1884) | Leopold van Albany (1853-1884)                      | Leopold van Albany (1853-1884)                      | Helena van Waldeck-Pyrmont (1861-1922)              | Helena van Waldeck-Pyrmont (1861-1922)              | Helena van Waldeck-Pyrmont (1861-1922)              | Helena van Waldeck-Pyrmont (1861-1922)              | Helena van Waldeck-Pyrmont (1861-1922)         | Helena van Waldeck-Pyrmont (1861-1922)         |                                                |                                                | Frederik Ferdinand van Sleeswijk- Holstein-Sonderburg-Glücksburg (1855-1934) | Frederik Ferdinand van Sleeswijk- Holstein-Sonderburg-Glücksburg (1855-1934) | Frederik Ferdinand van Sleeswijk- Holstein-Sonderburg-Glücksburg (1855-1934) | Frederik Ferdinand van Sleeswijk- Holstein-Sonderburg-Glücksburg (1855-1934) | Frederik Ferdinand van Sleeswijk- Holstein-Sonderburg-Glücksburg (1855-1934) | Frederik Ferdinand van Sleeswijk- Holstein-Sonderburg-Glücksburg (1855-1934) | Caroline Mathilde van Sleeswijk-Holstein-Sonderburg-Augustenburg (1860-1932) | Caroline Mathilde van Sleeswijk-Holstein-Sonderburg-Augustenburg (1860-1932) | Caroline Mathilde van Sleeswijk-Holstein-Sonderburg-Augustenburg (1860-1932) | Caroline Mathilde van Sleeswijk-Holstein-Sonderburg-Augustenburg (1860-1932) | Caroline Mathilde van Sleeswijk-Holstein-Sonderburg-Augustenburg (1860-1932) | Caroline Mathilde van Sleeswijk-Holstein-Sonderburg-Augustenburg (1860-1932) |  |  |  |  |  |  |  |  |  |  |  |  |  |  |  |  |  |  |  |  |  |  |  |  |  |  |  |  |  |  |  |  |  |  |  |  |  |  |  |  |  |  |  |  |  |  |  |  |
| Gustaaf V van Zweden (1858–1950) | Gustaaf V van Zweden (1858–1950) | Gustaaf V van Zweden (1858–1950) | Gustaaf V van Zweden (1858–1950) | Gustaaf V van Zweden (1858–1950)        | Gustaaf V van Zweden (1858–1950)        | Victoria van Baden (1862-1930)          | Victoria van Baden (1862-1930)          | Victoria van Baden (1862-1930)          | Victoria van Baden (1862-1930)          | Victoria van Baden (1862-1930)       | Victoria van Baden (1862-1930)       |                                      |                                      | Arthur van Connaught en Strathearn (1850-1942) | Arthur van Connaught en Strathearn (1850-1942) | Arthur van Connaught en Strathearn (1850-1942) | Arthur van Connaught en Strathearn (1850-1942) | Arthur van Connaught en Strathearn (1850-1942) | Arthur van Connaught en Strathearn (1850-1942) | Louise Margaretha van Pruisen (1860-1917) | Louise Margaretha van Pruisen (1860-1917) | Louise Margaretha van Pruisen (1860-1917) | Louise Margaretha van Pruisen (1860-1917) | Louise Margaretha van Pruisen (1860-1917) | Louise Margaretha van Pruisen (1860-1917) |                                 |                                 | Leopold van Albany (1853-1884)  | Leopold van Albany (1853-1884)  | Leopold van Albany (1853-1884) | Leopold van Albany (1853-1884) | Leopold van Albany (1853-1884)                      | Leopold van Albany (1853-1884)                      | Helena van Waldeck-Pyrmont (1861-1922)              | Helena van Waldeck-Pyrmont (1861-1922)              | Helena van Waldeck-Pyrmont (1861-1922)              | Helena van Waldeck-Pyrmont (1861-1922)              | Helena van Waldeck-Pyrmont (1861-1922)         | Helena van Waldeck-Pyrmont (1861-1922)         |                                                |                                                | Frederik Ferdinand van Sleeswijk- Holstein-Sonderburg-Glücksburg (1855-1934) | Frederik Ferdinand van Sleeswijk- Holstein-Sonderburg-Glücksburg (1855-1934) | Frederik Ferdinand van Sleeswijk- Holstein-Sonderburg-Glücksburg (1855-1934) | Frederik Ferdinand van Sleeswijk- Holstein-Sonderburg-Glücksburg (1855-1934) | Frederik Ferdinand van Sleeswijk- Holstein-Sonderburg-Glücksburg (1855-1934) | Frederik Ferdinand van Sleeswijk- Holstein-Sonderburg-Glücksburg (1855-1934) | Caroline Mathilde van Sleeswijk-Holstein-Sonderburg-Augustenburg (1860-1932) | Caroline Mathilde van Sleeswijk-Holstein-Sonderburg-Augustenburg (1860-1932) | Caroline Mathilde van Sleeswijk-Holstein-Sonderburg-Augustenburg (1860-1932) | Caroline Mathilde van Sleeswijk-Holstein-Sonderburg-Augustenburg (1860-1932) | Caroline Mathilde van Sleeswijk-Holstein-Sonderburg-Augustenburg (1860-1932) | Caroline Mathilde van Sleeswijk-Holstein-Sonderburg-Augustenburg (1860-1932) |  |  |  |  |  |  |  |  |  |  |  |  |  |  |  |  |  |  |  |  |  |  |  |  |  |  |  |  |  |  |  |  |  |  |  |  |  |  |  |  |  |  |  |  |  |  |  |  |
|                                  |                                  |                                  |                                  |                                         |                                         |                                         |                                         |                                         |                                         |                                      |                                      |                                      |                                      |                                                |                                                |                                                |                                                |                                                |                                                |                                           |                                           |                                           |                                           |                                           |                                           |                                 |                                 |                                 |                                 |                                |                                |                                                     |                                                     |                                                     |                                                     |                                                     |                                                     |                                                |                                                |                                                |                                                |                                                                              |                                                                              |                                                                              |                                                                              |                                                                              |                                                                              |                                                                              |                                                                              |                                                                              |                                                                              |                                                                              |                                                                              |  |  |  |  |  |  |  |  |  |  |  |  |  |  |  |  |  |  |  |  |  |  |  |  |  |  |  |  |  |  |  |  |  |  |  |  |  |  |  |  |  |  |  |  |  |  |  |  |
|                                  |                                  |                                  |                                  | Gustaaf VI Adolf van Zweden (1882–1973) | Gustaaf VI Adolf van Zweden (1882–1973) | Gustaaf VI Adolf van Zweden (1882–1973) | Gustaaf VI Adolf van Zweden (1882–1973) | Gustaaf VI Adolf van Zweden (1882–1973) | Gustaaf VI Adolf van Zweden (1882–1973) |                                      |                                      |                                      |                                      |                                                |                                                | Margaretha van Connaught (1882-1920)           | Margaretha van Connaught (1882-1920)           | Margaretha van Connaught (1882-1920)           | Margaretha van Connaught (1882-1920)           | Margaretha van Connaught (1882-1920)      | Margaretha van Connaught (1882-1920)      |                                           |                                           |                                           |                                           |                                 |                                 |                                 |                                 |                                |                                | Karel Eduard van Saksen-Coburg en Gotha (1884-1954) | Karel Eduard van Saksen-Coburg en Gotha (1884-1954) | Karel Eduard van Saksen-Coburg en Gotha (1884-1954) | Karel Eduard van Saksen-Coburg en Gotha (1884-1954) | Karel Eduard van Saksen-Coburg en Gotha (1884-1954) | Karel Eduard van Saksen-Coburg en Gotha (1884-1954) |                                                |                                                |                                                |                                                |                                                                              |                                                                              | Victoria Adelheid van Sleeswijk- Holstein-Sonderburg-Glücksburg (1885-1970)  | Victoria Adelheid van Sleeswijk- Holstein-Sonderburg-Glücksburg (1885-1970)  | Victoria Adelheid van Sleeswijk- Holstein-Sonderburg-Glücksburg (1885-1970)  | Victoria Adelheid van Sleeswijk- Holstein-Sonderburg-Glücksburg (1885-1970)  | Victoria Adelheid van Sleeswijk- Holstein-Sonderburg-Glücksburg (1885-1970)  | Victoria Adelheid van Sleeswijk- Holstein-Sonderburg-Glücksburg (1885-1970)  |                                                                              |                                                                              |                                                                              |                                                                              |  |  |  |  |  |  |  |  |  |  |  |  |  |  |  |  |  |  |  |  |  |  |  |  |  |  |  |  |  |  |  |  |  |  |  |  |  |  |  |  |  |  |  |  |  |  |  |  |
|                                  |                                  |                                  |                                  | Gustaaf VI Adolf van Zweden (1882–1973) | Gustaaf VI Adolf van Zweden (1882–1973) | Gustaaf VI Adolf van Zweden (1882–1973) | Gustaaf VI Adolf van Zweden (1882–1973) | Gustaaf VI Adolf van Zweden (1882–1973) | Gustaaf VI Adolf van Zweden (1882–1973) |                                      |                                      |                                      |                                      |                                                |                                                | Margaretha van Connaught (1882-1920)           | Margaretha van Connaught (1882-1920)           | Margaretha van Connaught (1882-1920)           | Margaretha van Connaught (1882-1920)           | Margaretha van Connaught (1882-1920)      | Margaretha van Connaught (1882-1920)      |                                           |                                           |                                           |                                           |                                 |                                 |                                 |                                 |                                |                                | Karel Eduard van Saksen-Coburg en Gotha (1884-1954) | Karel Eduard van Saksen-Coburg en Gotha (1884-1954) | Karel Eduard van Saksen-Coburg en Gotha (1884-1954) | Karel Eduard van Saksen-Coburg en Gotha (1884-1954) | Karel Eduard van Saksen-Coburg en Gotha (1884-1954) | Karel Eduard van Saksen-Coburg en Gotha (1884-1954) |                                                |                                                |                                                |                                                |                                                                              |                                                                              | Victoria Adelheid van Sleeswijk- Holstein-Sonderburg-Glücksburg (1885-1970)  | Victoria Adelheid van Sleeswijk- Holstein-Sonderburg-Glücksburg (1885-1970)  | Victoria Adelheid van Sleeswijk- Holstein-Sonderburg-Glücksburg (1885-1970)  | Victoria Adelheid van Sleeswijk- Holstein-Sonderburg-Glücksburg (1885-1970)  | Victoria Adelheid van Sleeswijk- Holstein-Sonderburg-Glücksburg (1885-1970)  | Victoria Adelheid van Sleeswijk- Holstein-Sonderburg-Glücksburg (1885-1970)  |                                                                              |                                                                              |                                                                              |                                                                              |  |  |  |  |  |  |  |  |  |  |  |  |  |  |  |  |  |  |  |  |  |  |  |  |  |  |  |  |  |  |  |  |  |  |  |  |  |  |  |  |  |  |  |  |  |  |  |  |
|                                  |                                  |                                  |                                  |                                         |                                         |                                         |                                         |                                         |                                         | Gustaaf Adolf van Zweden (1906–1947) | Gustaaf Adolf van Zweden (1906–1947) | Gustaaf Adolf van Zweden (1906–1947) | Gustaaf Adolf van Zweden (1906–1947) | Gustaaf Adolf van Zweden (1906–1947)           | Gustaaf Adolf van Zweden (1906–1947)           |                                                |                                                |                                                |                                                |                                           |                                           |                                           |                                           |                                           |                                           |                                 |                                 |                                 |                                 |                                |                                |                                                     |                                                     |                                                     |                                                     |                                                     |                                                     | Sybilla van Saksen-Coburg en Gotha (1908-1972) | Sybilla van Saksen-Coburg en Gotha (1908-1972) | Sybilla van Saksen-Coburg en Gotha (1908-1972) | Sybilla van Saksen-Coburg en Gotha (1908-1972) | Sybilla van Saksen-Coburg en Gotha (1908-1972)                               | Sybilla van Saksen-Coburg en Gotha (1908-1972)                               |                                                                              |                                                                              |                                                                              |                                                                              |                                                                              |                                                                              |                                                                              |                                                                              |                                                                              |                                                                              |  |  |  |  |  |  |  |  |  |  |  |  |  |  |  |  |  |  |  |  |  |  |  |  |  |  |  |  |  |  |  |  |  |  |  |  |  |  |  |  |  |  |  |  |  |  |  |  |
|                                  |                                  |                                  |                                  |                                         |                                         |                                         |                                         |                                         |                                         | Gustaaf Adolf van Zweden (1906–1947) | Gustaaf Adolf van Zweden (1906–1947) | Gustaaf Adolf van Zweden (1906–1947) | Gustaaf Adolf van Zweden (1906–1947) | Gustaaf Adolf van Zweden (1906–1947)           | Gustaaf Adolf van Zweden (1906–1947)           |                                                |                                                |                                                |                                                |                                           |                                           |                                           |                                           |                                           |                                           |                                 |                                 |                                 |                                 |                                |                                |                                                     |                                                     |                                                     |                                                     |                                                     |                                                     | Sybilla van Saksen-Coburg en Gotha (1908-1972) | Sybilla van Saksen-Coburg en Gotha (1908-1972) | Sybilla van Saksen-Coburg en Gotha (1908-1972) | Sybilla van Saksen-Coburg en Gotha (1908-1972) | Sybilla van Saksen-Coburg en Gotha (1908-1972)                               | Sybilla van Saksen-Coburg en Gotha (1908-1972)                               |                                                                              |                                                                              |                                                                              |                                                                              |                                                                              |                                                                              |                                                                              |                                                                              |                                                                              |                                                                              |  |  |  |  |  |  |  |  |  |  |  |  |  |  |  |  |  |  |  |  |  |  |  |  |  |  |  |  |  |  |  |  |  |  |  |  |  |  |  |  |  |  |  |  |  |  |  |  |
|                                  |                                  |                                  |                                  |                                         |                                         |                                         |                                         |                                         |                                         |                                      |                                      |                                      |                                      |                                                |                                                |                                                |                                                |                                                |                                                |                                           |                                           |                                           |                                           |                                           |                                           |                                 |                                 |                                 |                                 |                                |                                |                                                     |                                                     |                                                     |                                                     |                                                     |                                                     |                                                |                                                |                                                |                                                |                                                                              |                                                                              |                                                                              |                                                                              |                                                                              |                                                                              |                                                                              |                                                                              |                                                                              |                                                                              |                                                                              |                                                                              |  |  |  |  |  |  |  |  |  |  |  |  |  |  |  |  |  |  |  |  |  |  |  |  |  |  |  |  |  |  |  |  |  |  |  |  |  |  |  |  |  |  |  |  |  |  |  |  |
|                                  |                                  |                                  |                                  |                                         |                                         |                                         |                                         |                                         |                                         |                                      |                                      |                                      |                                      |                                                |                                                |                                                |                                                |                                                |                                                |                                           |                                           |                                           |                                           |                                           |                                           |                                 |                                 |                                 |                                 |                                |                                |                                                     |                                                     |                                                     |                                                     |                                                     |                                                     |                                                |                                                |                                                |                                                |                                                                              |                                                                              |                                                                              |                                                                              |                                                                              |                                                                              |                                                                              |                                                                              |                                                                              |                                                                              |                                                                              |                                                                              |  |  |  |  |  |  |  |  |  |  |  |  |  |  |  |  |  |  |  |  |  |  |  |  |  |  |  |  |  |  |  |  |  |  |  |  |  |  |  |  |  |  |  |  |  |  |  |  |
|                                  |                                  |                                  |                                  | Margaretha van Zweden (1934-heden)      | Margaretha van Zweden (1934-heden)      | Margaretha van Zweden (1934-heden)      | Margaretha van Zweden (1934-heden)      | Margaretha van Zweden (1934-heden)      | Margaretha van Zweden (1934-heden)      |                                      |                                      |                                      |                                      | Birgitta van Zweden (1937-2024)                | Birgitta van Zweden (1937-2024)                | Birgitta van Zweden (1937-2024)                | Birgitta van Zweden (1937-2024)                | Birgitta van Zweden (1937-2024)                | Birgitta van Zweden (1937-2024)                |                                           |                                           |                                           |                                           | Désirée van Zweden (1938-heden)           | Désirée van Zweden (1938-heden)           | Désirée van Zweden (1938-heden) | Désirée van Zweden (1938-heden) | Désirée van Zweden (1938-heden) | Désirée van Zweden (1938-heden) |                                |                                |                                                     |                                                     | Christina van Zweden (1943-heden)                   | Christina van Zweden (1943-heden)                   | Christina van Zweden (1943-heden)                   | Christina van Zweden (1943-heden)                   | Christina van Zweden (1943-heden)              | Christina van Zweden (1943-heden)              |                                                |                                                |                                                                              |                                                                              | Carl XVI Gustaf van Zweden (1946-heden)                                      | Carl XVI Gustaf van Zweden (1946-heden)                                      | Carl XVI Gustaf van Zweden (1946-heden)                                      | Carl XVI Gustaf van Zweden (1946-heden)                                      | Carl XVI Gustaf van Zweden (1946-heden)                                      | Carl XVI Gustaf van Zweden (1946-heden)                                      |                                                                              |                                                                              |                                                                              |                                                                              |  |  |  |  |  |  |  |  |  |  |  |  |  |  |  |  |  |  |  |  |  |  |  |  |  |  |  |  |  |  |  |  |  |  |  |  |  |  |  |  |  |  |  |  |  |  |  |  |

## Titulatuur
- Hare Koninklijke Hoogheid Prinses Margaretha van Zweden (1934-1964)
- Prinses Margaretha van Zweden, Mevrouw Ambler (1964-heden)